# Richie Aprile

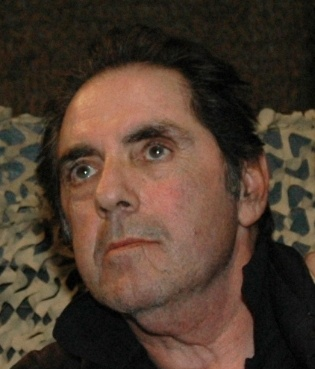
David Proval

Richard « Richie » Aprile, Sr., interprété par David Proval, est un personnage fictif de la série télévisée d'HBO Les Soprano. Il n'est présent que dans la saison 2. Il est le frère de Jackie Aprile, Sr., ancien parrain de la Famille DiMeo.
Tout juste sorti après dix ans de prison, il peine à s'adapter aux nouvelles règles de la Famille. Son ego et son tempérament violent gênent les affaires de Tony, qui a bien du mal à le tempérer. Leurs relations s'enveniment encore davantage lorsque Richie entame une relation avec Janice Soprano, qui attise subtilement sa colère et sa soif de pouvoir.
Contre toute attente, c'est également Janice qui causera sa perte, lors d'une scène de ménage à l'issue tragique. 
Richie a un fils, surnommé "Little Rickie", danseur professionnel. Il est également l'oncle d'Adriana LaCerva.